# María Cristina de Austria (1879-1962)
María Cristina de Austria-Teschen (Cracovia, 17 de noviembre de 1879-Anholt, 6 de agosto de 1962) fue un miembro de la rama Teschen de la casa de Habsburgo-Lorena.

## Biografía
Fue la primogénita de los nueve hijos del matrimonio formado por el archiduque Federico de Austria, después duque de Teschen y la princesa Isabel de Croy. Nació en Cracovia y allí fue bautizada el día 22 de noviembre de 1879. Fueron sus padrinos su tío paterno, el archiduque Alberto, duque de Teschen y la archiduquesa María Cristina de Austria, que en aquellos momentos viajaba a España para contraer matrimonio con Alfonso XII.
Tuvo gran relación con su tía y madrina María Cristina de Austria, reina de España y con este motivó viajó de forma regular a España.

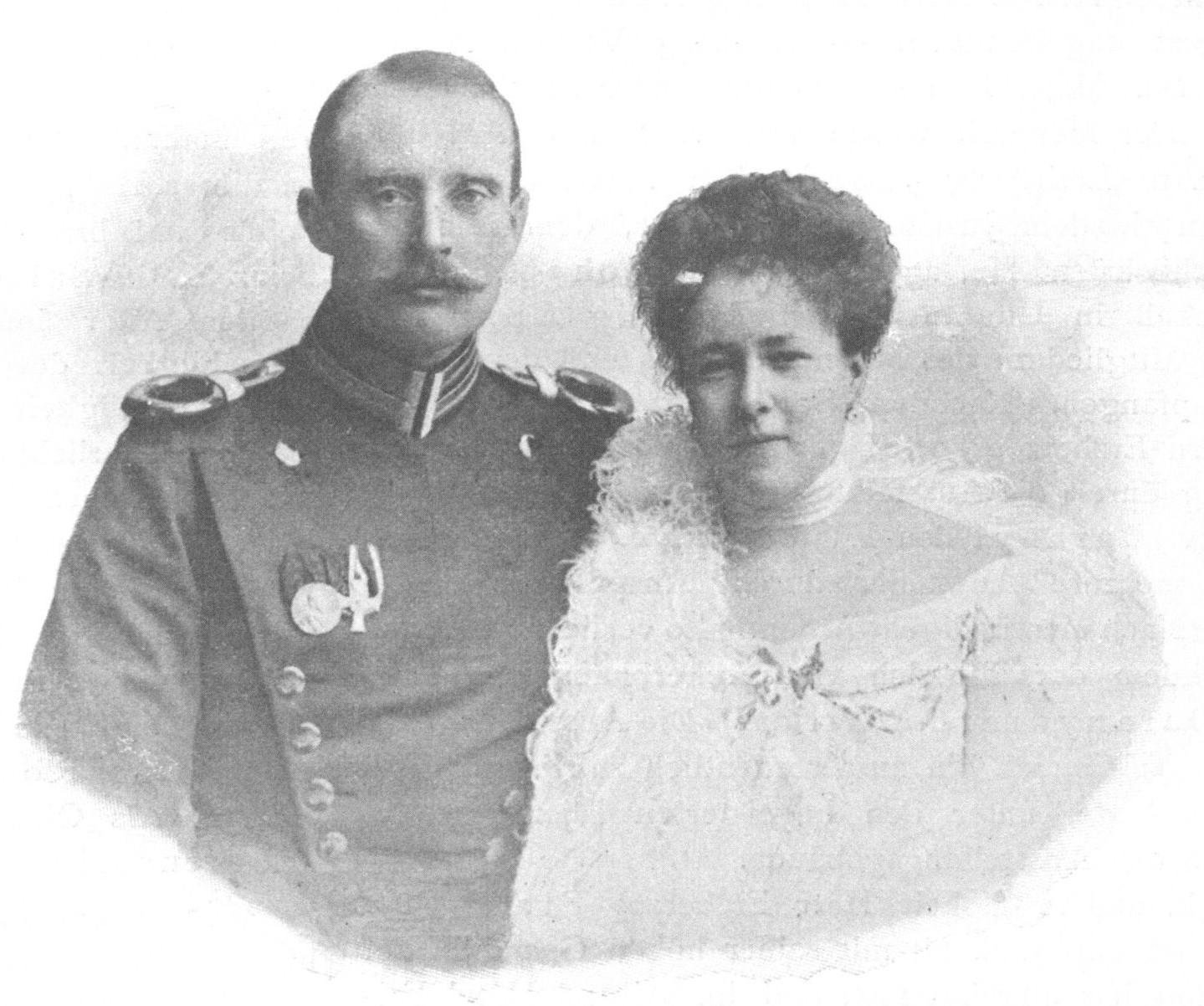
Fotografía de compromiso de María Cristina y su marido (Sports und Salon, 1902)

Tras un intento infructuoso de que se casará con el archiduque Francisco Fernando de Austria, que sin embargo prefirió a la condesa Sofía Chotek, el 10 de mayo de 1902, contrajo matrimonio con el príncipe Manuel de Salm-Salm (1871-1916). El matrimonio fue celebrado con gran solemnidad en la capilla de San José del Hofburg de Viena y contó con la asistencia del emperador Francisco José I. En 1908 Manuel se convertiría en príncipe hereditario de Salm-Salm. 
En 1915, en el marco de la Primera Guerra Mundial, su marido, oficial del ejército alemán, había sido capturado por los ingleses y hecho prisionero en Gibraltar. Para estar más cerca de él, María Cristina se trasladó a España, viviendo con la familia real.
Su marido murió el 18 de agosto de 1916 como resultado de una herida mortal de guerra recibida en la mañana de ese día.
Murió en 1962 en el castillo de Anholt, propiedad de los Salm-Salm en la localidad homónima, parte de la ciudad alemana de Isselburg. Fue enterrada en el panteón familiar de los Salm-Salm en la misma localidad.

## Matrimonio e hijos
De su matrimonio con el príncipe Manuel de Salm-Salm tuvo cinco hijos:
- Isabel (1903-2009), se casó con el barón Félix de Loë, con descendencia.
- Rosemary (1904-2001), se casó con el archiduque Huberto Salvador de Austria (hijo de la archiduquesa María Valeria y nieto del emperador Francisco José I e Isabel de Baviera), con descendencia.
- Nicolás Leopoldo (1906-1988), sucedió a su abuelo como príncipe de Salm-Salm, se casó primero con la princesa Ida de Wrede, después con Leonor von Zitzewitz, después con María Moret y finalmente con Cristiana Kostecki, con descendencia de sus tres primeros matrimonios.
- Cecilia (1911-1991), se casó con el príncipe Francisco José de Salm-Reifferscheidt-Krautheim y Dyck, con descendencia.
- Francisco (1912-1917), murió en la infancia de poliomielitis.

## Títulos y órdenes

### Títulos
- Su Alteza Imperial y Real la archiduquesa María Cristina de Austria, princesa real de Hungría y Bohemia.[14][1]

### Órdenes
- Dama de primera clase de la Orden de la Cruz Estrellada.[14] ( Imperio austrohúngaro)
- Dama de la Orden de las Damas Nobles de la Reina María Luisa.[15] (20 de octubre de 1908,  España)